# トルコの空港の一覧
トルコの空港の一覧を示す。

## 空港
| 都市                   | ICAO     | IATA     | 空港名                                     | 地理座標                                                          |
| 国際空港               | 国際空港 | 国際空港 | 国際空港                                   | 国際空港                                                          |
| ---------------------- | -------- | -------- | ------------------------------------------ | ----------------------------------------------------------------- |
| アダナ                 | LTAF     | ADA      | アダナ・サカーパシャ空港                   | 北緯36度58分55秒 東経35度16分49秒 / 北緯36.98194度 東経35.28028度 |
| アンカラ               | LTAC     | ESB      | エセンボーア国際空港                       | 北緯40度07分41秒 東経32度59分42秒 / 北緯40.12806度 東経32.99500度 |
| アンタキヤ             | LTDA     | HTY      | ハタイ空港                                 | 北緯36度21分46秒 東経36度16分56秒 / 北緯36.36278度 東経36.28222度 |
| アンタルヤ             | LTAI     | AYT      | アンタルヤ空港                             | 北緯36度54分01秒 東経30度47分34秒 / 北緯36.90028度 東経30.79278度 |
| ボドルム               | LTFE     | BJV      | ミラス＝ボドルム空港                       | 北緯37度15分02秒 東経27度39分51秒 / 北緯37.25056度 東経27.66417度 |
| ブルサ                 | LTBR     | YEI      | ブルサ・イェニシェヒル空港                 | 北緯40度15分18秒 東経29度33分45秒 / 北緯40.25500度 東経29.56250度 |
| ダラマン               | LTBS     | DLM      | ダラマン空港                               | 北緯36度42分53秒 東経28度47分34秒 / 北緯36.71472度 東経28.79278度 |
| エルズルム             | LTCE     | ERZ      | エルズルム空港                             | 北緯39度57分19秒 東経41度10分09秒 / 北緯39.95528度 東経41.16917度 |
| エスキシェヒル         | LTBY     | AOE      | エスキシェヒル・アナドル空港               | 北緯39度48分36秒 東経30度31分10秒 / 北緯39.81000度 東経30.51944度 |
| ガズィアンテプ         | LTAJ     | GZT      | ガズィアンテプ空港（オグゼリ空港）         | 北緯36度56分52秒 東経37度28分44秒 / 北緯36.94778度 東経37.47889度 |
| イスタンブール         | LTBA     | IST      | アタテュルク国際空港                       | 北緯40度58分34秒 東経28度48分51秒 / 北緯40.97611度 東経28.81417度 |
| イスタンブール         | LTFM     | ISL      | イスタンブール新空港                       | 北緯41度15分46秒 東経28度44分28秒 / 北緯41.26278度 東経28.74111度 |
| イスタンブール         | LTFJ     | SAW      | サビハ・ギョクチェン国際空港               | 北緯40度53分54秒 東経29度18分33秒 / 北緯40.89833度 東経29.30917度 |
| イズミル               | LTBJ     | ADB      | アドナン・メンデレス空港                   | 北緯38度17分21秒 東経27度09分18秒 / 北緯38.28917度 東経27.15500度 |
| カイセリ               | LTAU     | ASR      | カイセリ・エルキレト国際空港               | 北緯38度46分13秒 東経35度29分43秒 / 北緯38.77028度 東経35.49528度 |
| コンヤ                 | LTAN     | KYA      | コンヤ空港                                 | 北緯37度58分44秒 東経32度33分42秒 / 北緯37.97889度 東経32.56167度 |
| キュタヒヤ             | LTBZ     | KZR      | ザフェール空港                             | 北緯39度06分41秒 東経30度07分47秒 / 北緯39.11139度 東経30.12972度 |
| マラティヤ             | LTAT     | MLX      | ラティヤ・エルハチャ空港                   | 北緯38度26分07秒 東経38度05分27秒 / 北緯38.43528度 東経38.09083度 |
| ネヴシェヒル           | LTAZ     | NAV      | ネヴシェヒル・カッパドキア空港             | 北緯38度46分08秒 東経34度31分35秒 / 北緯38.76889度 東経34.52639度 |
| サムスン               | LTFH     | SZF      | サムスン・チャルシャンバ空港               | 北緯41度15分56秒 東経36度32分55秒 / 北緯41.26556度 東経36.54861度 |
| シャンルウルファ       | LTCS     | GNY      | シャンルウルファGAP空港                    | 北緯37度27分00秒 東経38度54分00秒 / 北緯37.45000度 東経38.90000度 |
| トラブゾン             | LTCG     | TZX      | トラブゾン空港                             | 北緯40度59分42秒 東経39度47分23秒 / 北緯40.9951度 東経39.7897度   |
| 国内空港               |          |          |                                            |                                                                   |
| アドゥヤマン           | LTCP     | ADF      | アドゥヤマン空港                           | 北緯37度43分54秒 東経38度28分08秒 / 北緯37.73167度 東経38.46889度 |
| アール                 | LTCO     | AJI      | アール空港                                 | 北緯39度39分16秒 東経43度01分38秒 / 北緯39.65444度 東経43.02722度 |
| アマスィヤ             | LTAP     | MZH      | アマスィヤ・メルジフォン空港               | 北緯40度49分45秒 東経35度31分19秒 / 北緯40.82917度 東経35.52194度 |
| アンタルヤ             | LTFG     | GZP      | アランヤ・ガーズィパシャ空港               | 北緯36度17分57秒 東経32度18分05秒 / 北緯36.2993度 東経32.3014度   |
| アイドゥン             | LTBD     | CII      | アイドゥン空港                             | 北緯37度48分54秒 東経27度53分21秒 / 北緯37.81500度 東経27.88917度 |
| バルケスィル           | LTBF     | BZI      | バルケスィル空港                           | 北緯39度37分09秒 東経27度55分33秒 / 北緯39.61917度 東経27.92583度 |
| バルケスィル           | LTFD     | EDO      | エドレミト・コルフェス空港                 | 北緯39度33分16秒 東経27度00分49秒 / 北緯39.55444度 東経27.01361度 |
| バトマン               | LTCJ     | BAL      | バトマン空港                               | 北緯37度55分56秒 東経41度06分59秒 / 北緯37.93222度 東経41.11639度 |
| ビンギョル             | LTCU     | BGG      | ビンギョル空港                             | 北緯38度51分36秒 東経40度35分38秒 / 北緯38.86000度 東経40.59389度 |
| チャナッカレ           | LTBH     | CKZ      | チャナッカレ空港                           | 北緯40度08分15秒 東経26度25分36秒 / 北緯40.13750度 東経26.42667度 |
| デニズリ               | LTAY     | DNZ      | デニズリ・カルダク空港                     | 北緯37度47分08秒 東経29度42分04秒 / 北緯37.78556度 東経29.70111度 |
| ディヤルバクル         | LTCC     | DIY      | ディヤルバクル空港                         | 北緯37度53分38秒 東経40度12分03秒 / 北緯37.89389度 東経40.20083度 |
| エラズー               | LTCA     | EZS      | エラズー空港                               | 北緯38度36分24秒 東経39度17分29秒 / 北緯38.60667度 東経39.29139度 |
| ギョクチェアダ島       | LTFK     | GKD      | ギョクチェアダ空港                         | 北緯40度12分04秒 東経25度52分56秒 / 北緯40.20111度 東経25.88222度 |
| エルズィンジャン       | LTCD     | ERC      | エルズィンジャン空港                       | 北緯39度42分36秒 東経39度31分37秒 / 北緯39.71000度 東経39.52694度 |
| ハッキャリ             | LTCW     | YKO      | ハッキャリ・ユクセコバ空港                 | 北緯37度33分6秒 東経44度14分01秒 / 北緯37.55167度 東経44.23361度  |
| ウードゥル             | LTCT     | IGD      | ウードゥル空港                             | 北緯39度58分59秒 東経43度51分59秒 / 北緯39.98306度 東経43.86639度 |
| ウスパルタ             | LTFC     | ISE      | ウスパルタ・スレイマン・デミレル空港       | 北緯37度51分54秒 東経30度22分55秒 / 北緯37.86500度 東経30.38194度 |
| イスタンブール         | LTBW     | -        | イスタンブール・ヘザルフェン飛行場         | 北緯41度06分16秒 東経28度33分00秒 / 北緯41.10444度 東経28.55000度 |
| カフラマンマラシュ     | LTCN     | KCM      | カフラマンマラシュ空港                     | 北緯37度32分20秒 東経36度57分12秒 / 北緯37.53889度 東経36.95333度 |
| カルス                 | LTCF     | KSY      | カルス空港                                 | 北緯40度33分44秒 東経43度06分54秒 / 北緯40.56222度 東経43.11500度 |
| カスタモヌ             | LTAL     | KFS      | カスタモヌ空港                             | 北緯41度18分50秒 東経33度47分42秒 / 北緯41.3138度 東経33.7949度   |
| イズミット             | LTBQ     | KCO      | ジェンギズ・トペル海軍航空基地             | 北緯40度44分06秒 東経30度05分00秒 / 北緯40.73500度 東経30.08333度 |
| マルディン             | LTCR     | MQM      | マルディン空港                             | 北緯37度13分58秒 東経40度38分26秒 / 北緯37.23278度 東経40.64056度 |
| ムシュ                 | LTCK     | MSR      | ムシュ空港                                 | 北緯38度44分41秒 東経41度39分14秒 / 北緯38.74472度 東経41.65389度 |
| オルドゥ / ギレスン    | LTCB     | OGU      | オルドゥ・ギレスン空港                     | 北緯40度58分05秒 東経38度04分35秒 / 北緯40.96806度 東経38.07639度 |
| スィイルト             | LTCL     | SXZ      | スィイルト空港                             | 北緯37度58分00秒 東経41度50分00秒 / 北緯37.96667度 東経41.83333度 |
| スィノプ               | LTCM     | NOP      | スィノプ空港                               | 北緯42度00分57秒 東経35度03分59秒 / 北緯42.01583度 東経35.06639度 |
| スィヴァス             | LTAR     | VAS      | スィヴァス空港                             | 北緯39度46分00秒 東経37度01分00秒 / 北緯39.76667度 東経37.01667度 |
| シュルナク             | LTCV     | NKT      | シュルナク空港                             | 北緯37度21分48秒 東経42度03分35秒 / 北緯37.36333度 東経42.05972度 |
| テキルダー             | LTBU     | TEQ      | テキルダー・チョルル空港                   | 北緯41度08分18秒 東経27度55分09秒 / 北緯41.13833度 東経27.91917度 |
| トカット               | LTAW     | TJK      | トカット空港                               | 北緯40度18分42秒 東経36度22分25秒 / 北緯40.31167度 東経36.37361度 |
| ウシャク               | LTBO     | USQ      | ウシャク空港                               | 北緯38度40分47秒 東経29度28分54秒 / 北緯38.6796度 東経29.4816度   |
| ヴァン                 | LTCI     | VAN      | ヴァン・フェリト・メレン空港               | 北緯38度28分06秒 東経43度19分56秒 / 北緯38.46833度 東経43.33222度 |
| ゾングルダク           | LTAS     | ONQ      | ゾングルダク空港                           | 北緯41度30分23秒 東経32度05分19秒 / 北緯41.5064度 東経32.0886度   |
| 軍用飛行場             |          |          |                                            |                                                                   |
| アフィヨンカラヒサール | LTAH     | AFY      | アフィヨン空港                             | 北緯38度43分35秒 東経30度36分04秒 / 北緯38.72639度 東経30.60111度 |
| アンカラ               | LTAB     | -        | アンカラ・ギュヴェルジンリク陸軍飛行場     | 北緯39度56分05秒 東経32度44分26秒 / 北緯39.93472度 東経32.74056度 |
| アンカラ               | LTAE     | -        | アキンジ空軍基地                           | 北緯40度04分44秒 東経32度33分56秒 / 北緯40.07889度 東経32.56556度 |
| アンカラ               | LTAD     | ANK      | エチメスガット空軍基地                     | 北緯39度56分59秒 東経32度41分19秒 / 北緯39.94972度 東経32.68861度 |
| バルケスィル           | LTBF     | BZI      | バルケスィル空軍基地                       | 北緯39度37分09秒 東経27度55分33秒 / 北緯39.61917度 東経27.92583度 |
| バンドゥルマ           | LTBG     | BDM      | バンドゥルマ空軍基地                       | 北緯40度19分04秒 東経27度58分39秒 / 北緯40.31778度 東経27.97750度 |
| ボドルム               | LTBV     | BXN      | ボドルム・イムズィ空港                     | 北緯37度08分25秒 東経27度40分11秒 / 北緯37.14028度 東経27.66972度 |
| ディヤルバクル         | LTCC     | DIY      | ディヤルバクル空軍基地                     | 北緯37度53分38秒 東経40度12分03秒 / 北緯37.89389度 東経40.20083度 |
| エスキシェヒル         | LTBI     | ESK      | エスキシェヒル空軍基地                     | 北緯39度47分02秒 東経30度34分55秒 / 北緯39.78389度 東経30.58194度 |
| インジルリキ / アダナ  | LTAG     | UAB      | インジルリク空軍基地                       | 北緯37度00分07秒 東経35度25分33秒 / 北緯37.00194度 東経35.42583度 |
| イスタンブール         | LTBX     | -        | イスタンブール・サマンディラ陸軍飛行場     | 北緯40度59分34秒 東経29度12分56秒 / 北緯40.99278度 東経29.21556度 |
| イズミル               | LTBL     | IGL      | チイリ空軍基地                             | 北緯38度30分46秒 東経27度00分36秒 / 北緯38.51278度 東経27.01000度 |
| イズミル               | LTBK     | -        | ガジェミール空軍基地                       | 北緯38度19分08秒 東経27度09分33秒 / 北緯38.31889度 東経27.15917度 |
| イズミル               | LTFA     | -        | Kaklıç Air Base                            | 北緯38度31分26秒 東経26度58分28秒 / 北緯38.52389度 東経26.97444度 |
| カイセリ               | LTAU     | ASR      | エルキレト空軍基地                         | 北緯38度46分13秒 東経35度29分43秒 / 北緯38.77028度 東経35.49528度 |
| ケシャン               | LTFL     | -        | ケシャン空軍基地 Keşan Air Base            | 北緯40度47分14秒 東経26度36分24秒 / 北緯40.78722度 東経26.60667度 |
| イズミット             | LTBQ     | KCO      | ジェンギズ・トペル海軍航空基地             | 北緯40度44分06秒 東経30度05分00秒 / 北緯40.73500度 東経30.08333度 |
| コンヤ                 | LTAN     | KYA      | コンヤ空軍基地                             | 北緯37度58分44秒 東経32度33分42秒 / 北緯37.97889度 東経32.56167度 |
| キュタヒヤ             | LTBN     | -        | キュタヒヤ空軍基地                         | 北緯39度25分36秒 東経30度01分00秒 / 北緯39.42667度 東経30.01667度 |
| マラティヤ             | LTAT     | MLX      | エルハチャ空軍基地                         | 北緯38度26分07秒 東経38度05分27秒 / 北緯38.43528度 東経38.09083度 |
| マラティヤ             | LTAO     | -        | (Malatya Tulga Air Base)                   | 北緯38度21分14秒 東経38度15分14秒 / 北緯38.35389度 東経38.25389度 |
| マニサ                 | LTBT     | -        | (Akhisar Air Base)                         | 北緯38度48分34秒 東経27度50分06秒 / 北緯38.80944度 東経27.83500度 |
| メルジフォン           | LTAP     | MZH      | メルジフォン空軍基地                       | 北緯40度49分45秒 東経35度31分19秒 / 北緯40.82917度 東経35.52194度 |
| セルチュク             | LTFB     |          | セルチュク・エフェス空港                   | 北緯37度57分02秒 東経27度19分45秒 / 北緯37.95056度 東経27.32917度 |
| シウリヒサル           | LTAV     |          | シウリヒサル空軍基地 (Sivrihisar Air Base) | 北緯39度27分05秒 東経31度21分55秒 / 北緯39.45139度 東経31.36528度 |
| ヤロヴァ               | LTBP     |          | ヤロヴァ空軍基地 (Yalova Air Base)         | 北緯40度41分02秒 東経29度22分34秒 / 北緯40.68389度 東経29.37611度 |
| PROJECTED AIRPORTS     |          |          |                                            |                                                                   |
| メルスィン/タルスス    |          |          | Çukurova Regional Airport                  | 北緯36度53分59秒 東経35度03分46秒 / 北緯36.8996度 東経35.0628度   |
| ギュミュシュハーネ     |          |          | ギュミュシュハーネ空港                     |                                                                   |
| カシュ/デムレ          |          |          | Kaş Demre Airport                          |                                                                   |
| ニーデ/アクサライ      |          |          | Niğde Aksaray Airport                      |                                                                   |
| リゼ/アルトヴィン      |          |          | Rize Artvin Airport                        |                                                                   |
| ヨズガト               |          |          | ヨズガト空港                               |                                                                   |